# Pioner (Schiffstyp)
| Serie Pioner                                     | Serie Pioner                                       |
| ------------------------------------------------ | -------------------------------------------------- |
|                                                  |                                                    |
| Technische Daten (Überblick)                     |                                                    |
| Werft:                                           | VEB Schiffswerft "Neptun", Rostock                 |
| Vermessung:                                      | 3685 BRT / 1710 NRT (2190 BRT / 795 NRT)           |
| Tragfähigkeit:                                   | 4638 t (3038 t)                                    |
| Länge über Alles:                                | 105,69 m                                           |
| Länge zwischen den Loten:                        | 96,00 m                                            |
| Breite:                                          | 15,60 m                                            |
| Seitenhöhe:                                      | 8,00 m                                             |
| Tiefgang:                                        | 6,76 m (5,46 m)                                    |
| Antrieb:                                         | 1 × K6Z 57/80 A3 Dieselmotor auf 1 × Festpropeller |
| Gesamtleistung:                                  | 2390 kW                                            |
| Geschwindigkeit:                                 | 14,3 Knoten                                        |
| Besatzung:                                       | 38                                                 |
| Zahlen in Klammern für Vermessung als Freidecker |                                                    |

Der Frachtschiffstyp Pioner ist ein Serienfrachtschiffstyp der Neptun Werft.

## Geschichte
Die Serie wurde von 1966 bis 1972 auf der Neptun-Werft in Rostock gebaut und umfasste 32 Schiffe.
Erstes Schiff und Namensgeber der Serie war die am 27. März 1966 an ihre sowjetische Reederei übergebene Pioner mit der Baunummer 301. Die Pioner wurde nie umbenannt, blieb bis 2008 in Fahrt und wurde ab dem 5. August 2008 in Chittagong abgewrackt. Die 32 Schiffe der komplett an die Sowjetunion gelieferten Serie Pioner waren bis auf wenige Ausnahmen nach sowjetischen Helden benannt. Letztes Schiff der Serie war die am 30. September 1972 übergebene Pionerskaya Zorka mit der Baunummer 332. Die Mehrzahl der Pioner-Schiffe erreichte eine Dienstzeit von etwa 25 bis 30 Jahren und darüber. Ein großer Teil fuhr jedoch bis weit ins erste Jahrzehnt nach der Jahrtausendwende. Eine nennenswerte Anzahl von Schiffen ist bis heute noch in Fahrt.

## Technik
Der grundsätzliche Entwurf des Schiffstyps ist eine Weiterentwicklung der erfolgreichen Serie Povenez. Die klimatisierten Aufbauten wurden bei ähnlicher Gestaltung etwas vergrößert und gegen Außentemperaturen bis zu −40 °C isoliert. Die 2390 kW leistenden 2-Takt Dieselmotoren des Typs MAN K6Z 57/80 A3 waren in Lizenz gefertigte MAN-Motoren des Herstellers VEB Maschinenbau Halberstadt. Der Hauptmotor wirkte direkt umsteuerbar auf einen Festpropeller mit demontierbaren Flügeln.
Die für die Eisfahrt ausgelegten Schiffe waren mit einem Halbeisbrechersteven ausgerüstet. Es wurde, aufgrund der offenen Konstruktion und der hohen Beanspruchung beim Einsatz im Eis, ein höherfester Stahl verwendet. Anders als bei den Vorgängerserien wurden die Plattengänge der in Sektionsbauweise zusammengefügten Rümpfe teilweise genietet.
Die vier Laderäume mit Zwischendecks, einem Schüttgutvolumen von 6608 m3 und einem Ballenraum von 5767 m3 wurden mit versetzbaren Kornschotten und Füllschächten versehen. Ab dem achtzehnten Schiff waren die Schiffe der Pioner-Serie mit 540 m3 großen Kühlladeräumen versehen. Das Ladegeschirr bestand aus jeweils acht Ladebäumen für fünf Tonnen sowie zwei Schwergutbäumen für 20 und 40 Tonnen, die an drei "A"-förmigen Masten befestigt waren.